# Деревенька (Ярославская область)
Деревенька — деревня в Шашковской сельской администрации Назаровского сельского поселения Рыбинского района Ярославской области .
Деревня расположена на левом высоком берегу Волги, выше устья небольшой реки Жидогость, на удалении около 0.5 км от места её впадения. Приволжская возвышенность, на которой расположена деревня, прорезается Жидогостью, текущей в глубоком овраге с обрывистыми склонами. На противоположном берегу реки Жидогость стоит деревня Пеньково, но дороги к ней из Деревеньки нет из-за глубокого оврага. В противоположном направлении выше по течению Волги на расстоянии около 1 км стоит деревня Хопылёво, бывшее село с храмом.  К северу от деревни просёлочная дорога выходит к автомобильной дороге Шашково-Тутаев между деревнями Алексеевское и Кирова .
Деревня Деревенки указана на плане Генерального межевания Романовского уезда 1790 года. После объединения уездов в 1822 году Деревньки относились к Романово-Борисоглебскому уезду .
На 1 января 2007 года в деревне Деревенька числилось 4 постоянных жителя . Почтовое отделение, расположенное в посёлке Шашково, обслуживает в деревне Деревенька 17 домов .